# Kris Jenner
Kristen Mary Jenner, detta Kris (precedentemente Kardashian, nata Houghton; San Diego, 5 novembre 1955), è un personaggio televisivo, socialite, imprenditrice e produttrice televisiva statunitense.
Ha avuto quattro figli dal suo primo matrimonio con l'avvocato Robert Kardashian: Kourtney, Kim, Khloé e Robert. Le figlie Kendall e Kylie, invece, sono state concepite  - in seconde nozze per lei, terze per lui - con l'oro olimpico nel decathlon Bruce Jenner (oggi Caitlyn Jenner) di cui, secondo l'uso statunitense, ha conservato il cognome dopo il divorzio del 2014.

## Biografia
Kris è figlia di Mary Jo Campbell e Robert Houghton, un ingegnere. I suoi genitori divorziarono quando aveva 7 anni e lei e la sorella Karen vennero affidate alla madre. La madre sposa l'attore e imprenditore Harry Shannon e la famiglia si trasferisce a Oxnard, in California, per poi tornare a San Diego. Ha frequentato il Clairemont High School e nel 1976 ha lavorato come hostess.
L'8 luglio 1978 sposa l'avvocato Robert Kardashian, da cui ha quattro figli: Kourtney Kardashian (1979), Kim Kardashian (1980), Khloé Kardashian (1984) e Rob Kardashian (1987). La coppia divorzia nel marzo 1991, rimanendo comunque in rapporto di amicizia. Successivamente Robert muore di carcinoma dell'esofago il 30 settembre 2003.
Il 20 aprile 1991 sposa in seconde nozze Bruce Jenner. La coppia ha avuto due figlie: Kendall Jenner (1995) e Kylie Jenner (1997). Nell'ottobre 2014, la coppia ha annunciato la separazione.

## Carriera
Kris Jenner gestisce la sua società di produzione, la Jenner Communications, che ha sede a Los Angeles. Da prima dell'inizio di Keeping Up with the Kardashians, ha gestito la carriera di sua figlia Kim. Inoltre è coinvolta nella gestione aziendale delle sue altre figlie e del figlio.
Kris ha aperto una boutique per bambini nel 2004 con la figlia maggiore, Kourtney. La boutique si chiamava "Smooch" ed è stata aperta per quasi sei anni prima di chiudere nel 2009.

### Scrittura
L'autobiografia di Kris Jenner, Kris Jenner... e All Things Kardashian, è stata pubblicata nel novembre 2011. In seguito ha scritto un libro di cucina intitolato In the Kitchen with Kris: A Kollection of Kardashian-Jenner Family Favorites, uscito nell'ottobre 2014.

### Show televisivo
Kris Jenner ha presentato un talk show diurno sulla cultura pop, Kris. La serie ha iniziato la sua corsa estiva di prova di sei settimane su diverse stazioni di proprietà di Fox il 15 luglio 2013.
Kanye West, suo ex genero, ha rivelato la prima foto pubblica della figlia North West nello show. La prova di sei settimane dello show non è stata estesa.

### Keeping Up with the Kardashians
Nel 2007 Kris Jenner ha incontrato Ryan Seacrest per seguire uno show televisivo basato sulla sua famiglia. Seacrest, che aveva una sua società di produzione, ha deciso di sviluppare l'idea, avendo in mente il popolare spettacolo di famiglia, The Osbournes.

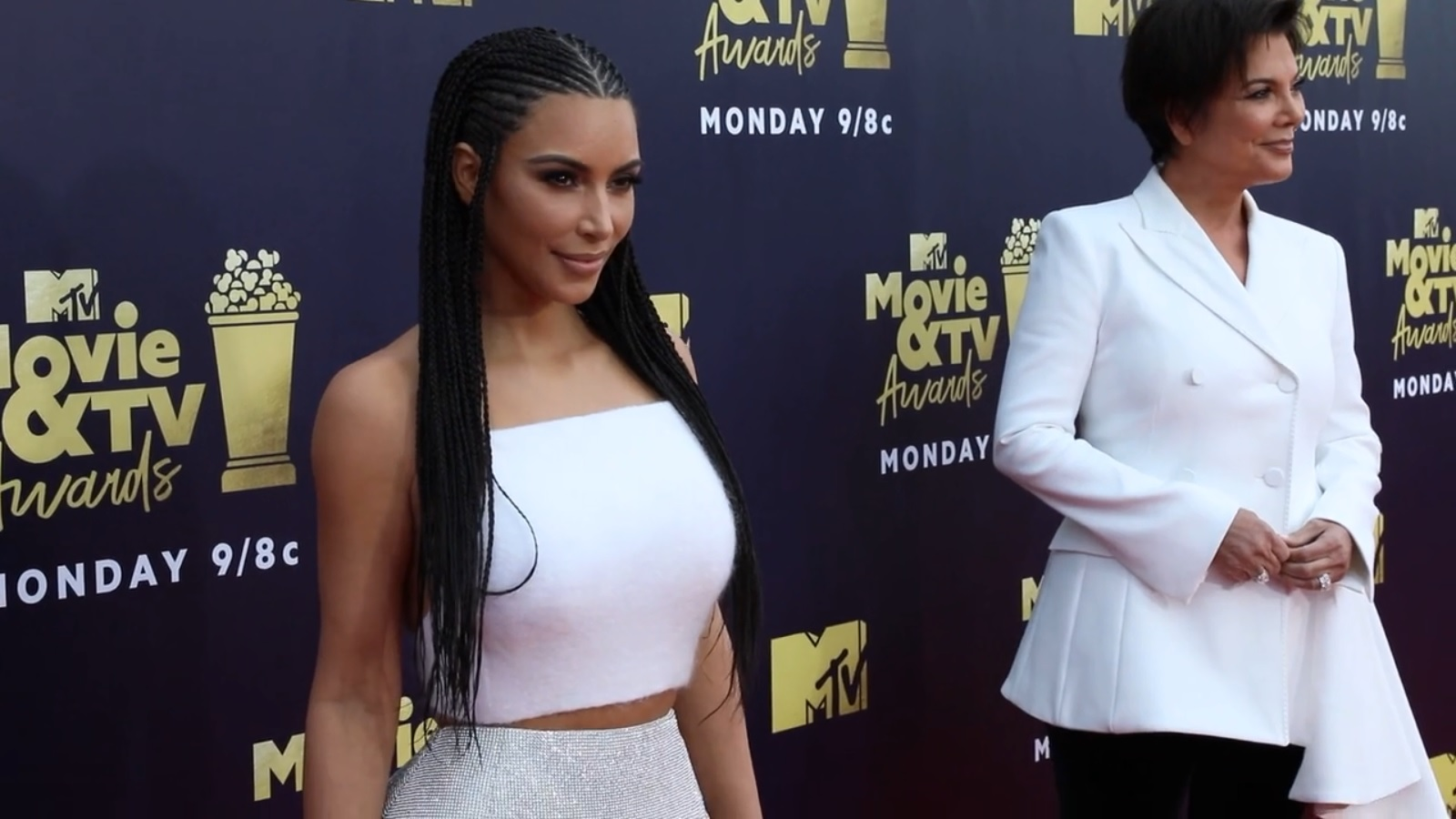
Kim Kardashian e Kris Jenner ai MTV Awards

Lo spettacolo alla fine è stato preso in onda su E! con Kris in qualità di produttrice esecutiva. La serie si concentra sulla vita personale e professionale delle famiglie miste Kardashian-Jenner. La serie ha debuttato il 14 ottobre 2007 ed è diventata in seguito uno degli spettacoli televisivi di realtà più longevi nel paese. La dodicesima stagione di Al passo con i Kardashian è iniziata la messa in onda il 1 maggio 2016. Lo spettacolo ha portato allo sviluppo di numerosi spin-off, come Kourtney e Khloé Take Miami (2009), Kourtney e Kim Take New York (2011), Khloé & Lamar (2011), Rob & Chyna (2016) e Life of Kylie (2017).

## Vita privata

### Matrimoni, relazioni e famiglia
Il primo matrimonio di Kris fu con l'avvocato Robert Kardashian, che in seguito divenne famoso per la sua prima rappresentazione legale di OJ Simpson, l'8 luglio 1978. Hanno quattro figli: Kourtney (nata nel 1979), Kim (nata nel 1980), Khloé (nata nel 1984) e il figlio Rob (nato nel 1987). Divorziarono nel marzo 1991, ma rimasero amici intimi fino alla sua morte dal cancro esofageo nel 2003.
Nel 2012, Kris ha confessato di avere avuto una relazione con l'ex calciatore e animatore Todd Waterman durante il suo matrimonio con Robert Kardashian. Ha fatto riferimento a Waterman come "Ryan" nella sua autobiografia, ma ha rivelato la sua identità da solo. Hanno avuto un incontro in una puntata di Al passo con i Kardashian mentre Kris stava facendo una lezione di tennis.
Nell'aprile del 1991, un mese dopo il suo divorzio da Robert Kardashian, Kris sposò Bruce Jenner, atleta oro olimpico, e dal matrimonio nacquero due figlie: Kendall (nata nel 1995) e Kylie (nata nel 1997); nella sua autobiografia, Kris ha spiegato di aver chiamato sua figlia Kendall Nicole dopo la morte della compianta Nicole Brown Simpson. Con il matrimonio con Bruce, Kris aveva anche quattro figliastri: Burt, Cassandra "Casey", Brandon e Brody, nati dai due precedenti matrimoni di Bruce Jenner.
I Jenner hanno annunciato la loro separazione nell'ottobre 2013, e il 22 settembre 2014, Kris ha chiesto il divorzio, citando differenze inconciliabili (Bruce Jenner, infatti, nel 2015 ha iniziato un percorso di transizione di sesso ed oggi si chiama Caitlyn.).  Il divorzio è diventato definitivo il 23 marzo 2015, a causa di un requisito legale dello Stato di sei mesi. Kris ha definito la rottura con Bruce Jenner come "la cosa più passiva-aggressiva che abbia mai subito".
Kris ha tredici nipoti: quattro da Kourtney (Mason Dash Disick, Penelope Scotland Disick, Reign Aston, Rocky Thirteen Barker), quattro da Kim (North West, Saint West, Chicago West, Psalm West), due da Khloe (True Thompson ed un maschietto avuto con Thompson tramite madre surrogata, Tatum Robert Thompson), una da Rob (Dream Renée Kardashian) e due da Kylie (Stormi Webster, Aire Webster).
Kris ha una relazione con Corey Gamble dal 2014.

### Processo OJ Simpson
Kris e la sua famiglia hanno sofferto di disordini emotivi durante il processo OJ Simpson (1994-1995), in seguito descritto come il "Processo del secolo". La Jenner è stata interpretata dall’attrice americana Selma Blair nella FX serie limitata American Crime Story: The people v OJ Simpson, che ha debuttato nel febbraio 2016.

### California Community Church
Kris Jenner e Pastor Brad Johnson hanno fondato la California Community Church nel 2012. Inizialmente era chiamata Life Change Community Church, situata ad Agoura Hills, in California.

## Genealogia
Kristen Mary "Kris" Houghton (5 novembre 1955); sposò l'8 luglio 1978 Robert George Kardashian (22 febbraio 1944 - 30 settembre 2003), da cui divorziò nel marzo del 1991; sposò in seconde nozze Caitlyn Jenner, nata William Bruce Jenner (28 ottobre 1949) il 20 aprile 1991, divorziando nell'ottobre del 2014:
1. (I) Kortney Mary (18 aprile 1979) - ha frequentato dal 2006 al 2015 Scott Disick (26 maggio 1983); ha sposato il 22 maggio 2022 Travis Landon Barker (14 novembre 1975)
  1. (I) Mason Dash (14 dicembre 2009)
  2. Penelope Scotland (8 luglio 2012)
  3. Reign Aston (14 dicembre 2014)
  4. (II) Rocky Thirteen (1 novembre 2023)
2. Kimberly Noel (21 ottobre 1980) - sposò nel 2000 Damon Thomas, divorziando nel 2003; sposò il 20 agosto 2011 Kristopher Nathan Humphries (6 febbraio 1985), da cui ha divorziato il 3 giugno 2013; ha sposato il 24 maggio 2014 Kanye Omari West (8 giugno 1977), divorziando ufficialmente il 29 novembre 2022:
  1. (III) North (15 giugno 2013)
  2. Saint (7 dicembre 2015)
  3. Chicago (15 gennaio 2018)
  4. Psalm (9 maggio 2019)
3. Khloé Alexandra (27 giugno 1984) - ha sposato il 27 settembre 2009 Lamar Odom (6 novembre 1979), da cui ha divorziato nel 2016; frequenta Tristan Thompson (13 marzo 1991):
  1. (II) True (12 aprile 2018)
  2. Tatum Robert (28 luglio 2022)
4. Robert Arthur "Rob" (17 marzo 1987) - ha frequentato Angela Renée White (11 maggio 1988) nel 2016 da cui ha avuto la figlia:
  1. Dream Renée (10 novembre 2016)
5. (II) Kendall Nicole (3 novembre 1995)
6. Kylie Kristen (10 agosto 1997) - ha frequentato dal 2017 al 2022 Jacques Bermon Webster II (30 aprile 1991):
  1. Stormi (1 febbraio 2018)
  2. Aire (2 febbraio 2022)

## Filmografia

### Televisione
- Al passo con i Kardashian (Keeping Up with the Kardashians) – programma televisivo, 256 episodi (2007-2021)
- Dancing with the Stars – programma televisivo, 4 episodi (2008) – ospite
- MADtv – programma televisivo, episodio 14x12 (2009)
- The Wendy Williams Show – programma televisivo (2011) – ospite
- America's Next Top Model – programma televisivo, episodi 17x05, 18x02 (2011-2012) – giudice
- The Queen Latifah Show – programma televisivo, episodio 2x47 (2014) – ospite
- Io sono Cait (I Am Cait) – programma televisivo, 6 episodi (2015)
- The Mindy Project – serie TV, episodio 3x18 (2015)
- The Ellen DeGeneres Show – programma televisivo, 8 episodi (2016-2020) – ospite
- RuPaul's Drag Race – programma televisivo, episodio 9x13 (2017) – giudice
- Saturday Night Live – programma televisivo, episodio 47x02 (2021) – ospite
- The Kardashians – programma televisivo, 6 stagioni (2022-in corso)

### Video musicali
- Where Is the Love? dei Black Eyed Peas ft. The World (2016)
- Thank U, Next di Ariana Grande (2018)
- Mother di Meghan Trainor (2023)

## Doppiatrici italiane
- Barbara Berengo in Al passo con i Kardashian (2007-21)
- Barbara Castracane in The Kardashian